# Konståkning vid olympiska vinterspelen 2006

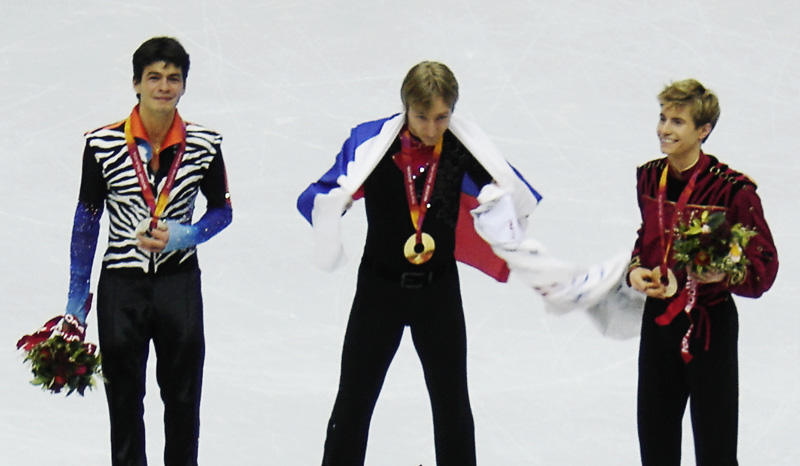
Prisutdelning.

Tävlingar i fyra konståkningsgrenar ägde rum under Olympiska vinterspelen 2006 i Turin, vid sportanläggningen i Palavela, Turin.

## Paråkning
Består av två delar, korta programmet och friåkningen. Korta programmet ägde rum den 11 februari och friåkningen den 13 februari. 
| Medalj | Personer                              | Land     | Poäng  |
| ------ | ------------------------------------- | -------- | ------ |
| Guld   | Tatiana Totmjanina och Maksim Marinin | Ryssland | 204,48 |
| Silver | Zhang Dan och Zhang Hao               | Kina     | 189,73 |
| Brons  | Shen Xue och Zhao Hongbo              | Kina     | 186,91 |

## Soloåkning- herrar
Individuell tävling inkluderande ett kort program med 30 tävlande där 24 tävlande går vidare till friåkning. 
Korta programmen ägde rum den 14 februari med den uppföljande tävlingen två dagar senare. 
| Medalj | Person             | Land     | Poäng  |
| ------ | ------------------ | -------- | ------ |
| Guld   | Jevgenij Plusjenko | Ryssland | 258,33 |
| Silver | Stéphane Lambiel   | Schweiz  | 231,21 |
| Brons  | Jeffrey Buttle     | Kanada   | 227,59 |

## Isdans
| Medalj | Person                               | Land     | Poäng  |
| ------ | ------------------------------------ | -------- | ------ |
| Guld   | Tatiana Navka och Roman Kostomarov   | Ryssland | 200,64 |
| Silver | Tanith Belbin och Benjamin Agosto    | USA      | 196,06 |
| Brons  | Jelena Grusjina och Ruslan Gontjarov | Ukraina  | 195,85 |

## Soloåkning- damer
I samma ordning som soloåkning för herrar, men friåkningen är enbart 4 minuter lång. Det korta programmet gick av stapeln den 21 februari med friåkningen två dagar senare. 
| Medalj | Person          | Land     | Poäng  |
| ------ | --------------- | -------- | ------ |
| Guld   | Shizuka Arakawa | Japan    | 125,32 |
| Silver | Sasha Cohen     | USA      | 116,63 |
| Brons  | Irina Slutskaja | Ryssland | 114,74 |